# アキュラ・MDX
MDX（エムディーエックス）は、本田技研工業が生産し、アキュラブランドおよびホンダブランド（初代のみ。日本国内）で販売するSUVである。

## 初代 YD1型（2001-2006年）
2代目北米仕様オデッセイ（日本での販売時の名称：ラグレイト）をベースにした、モノコックボディの7人乗りSUVで、初の3列シートを持つ。
プラットフォームはグローバルミッドサイズプラットフォームを使用し、Honda R&D Americas（HRA）で企画・開発された。当初はホンダ・パスポート（いすゞ・ウィザード（アメリカ名：いすゞ・ロデオ）のOEM車）の後継として、ホンダブランドとして企画されていたが、当時大ヒットしていたレクサス・RX（日本名・トヨタ・ハリアー）に追従する形で高級SUVとして投入され、アメリカのみで展開していたアキュラ・SLX（いすゞ・ビッグホーン（アメリカ名Trooper）のOEM車、ホンダ・ホライゾン）と置き換えられた。コンセプトは「サウスウエスト」。ショートノーズで背の高いデザインは、動物のサイをイメージしている。インテリアテーマは「サンタフェスタイル」。
生産はカナダ・オンタリオ州アリストンのHCM（Honda of Canada Manufacturing）で行われた。
ラグレイトベースであるが、剛性を高めるための4つのピラーを環状にした4リングシェル構造や4WD化への対応などプラットフォームから大きく改良されている。ランプブレークオーバーアングルを確保するためにホイールベースは短く、3列目シートは大人が乗るにはヘッドクリアランスは十分だが、足元が高く窮屈である。それでも3列目シートは注目を集め、モータートレンド誌のユーティリティオブザイヤーの受賞理由の一つともなっている。
駆動方式は、新開発のVTM-4と呼ばれる4WDに5速ATが組合わされ、エンジンはV型6気筒のJ35A型を搭載した。ラグレイトのエンジンに対し、デュアルステージ・インテークマニホールドの追加などで高出力化されている。
2000年-2001年モデルのトランスミッションは、2速ギアの潤滑に問題があり、長時間5速ロックアップ機構が働いたときに2速ギアが発熱し、最悪破損する恐れがある。のちに北米仕様オデッセイやホンダ・パイロットと共に60万台規模のリコールがされた。
2003年モデルでビッグマイナーチェンジが行われた。エンジンは直下キャタライザー、大口径エギゾーストパイプなどにより、20hpパワーアップしたほか、SUV初のULEV-2基準適合車となった。燃費は17/23mpg（EPA City/Highway）。エキゾーストマニホールド一体シリンダーヘッドやサーペンタインベルトの採用、タイミングベルト幅やクランクシャフト長の短縮などで30mmのコンパクト化・軽量化も果たしている。スロットルはドライブバイワイヤ（DBW）となった。トランスミッションは新設計の5速ATで、4軸化や偏平率65%の薄型トルクコンバータの採用で60mmコンパクト化された。VTM-4のセッティングは再調節が行われ、特に低ミュー路でのリアタイヤへのトルク配分を30%向上させた。VSA（車両挙動安定化制御システム）が追加され、VTM-4、ドライブバイワイヤと連携し制御が行われる。
リアサブフレームとホイールハウス、テールゲートの強化により動的ねじり剛性を35%アップさせた。サスペンションも再チューニングされ、よりスポーツセダンライクな走りになった。
独立していたナビゲーションシステムとDVDエンターテイメントシステムのオプションを両方選択できるようになった。ナビゲーションがアップグレードされ、音声認識機能やリアビューカメラが搭載される。
2004年モデルは、エクステリアではフロントグリルやフェイシア、テールライト、ホイールのデザインが変更された。安全装備ではサイドカーテンエアバッグが装備された。ツインサイレンサー採用により、エンジンは5hp向上した。
2005年モデルでは、ナビゲーションがアップグレードし、ザガットのレストラン情報などが参照できるようになった。VSAは性能が向上した。燃料タンクは新設計となり、LEV-2の燃料蒸発基準に対応。容量もわずかに増えた。

### ホンダ・MDX
日本では2003年3月から「ホンダ・MDX」として輸入され、ベルノ店で販売された。右ハンドル化の他、シフトレバーがストレート式に変更されており、サイドアンダーミラーが付く。2003年はアメリカでの最上級グレードに相当する「エクスクルーシブ」のみ1,700台の限定販売となった。
2004年2月からはベーシックグレードのMDXが追加された。
2005年2月、全タイプに、オートライトコントロールや雨滴検知式ワイパー、セキュリティアラームなどを標準装備するとともに、ボディカラーにビレットシルバー・メタリック、スチールブルー・メタリックを新たに設定した。
2006年3月に生産終了､6月に輸入販売は終了した。販売期間中の新車登録台数の累計は1,502台だった。
オーストラリアでも2003年から2006年まで輸入が行われた。日本と同じく上級グレードのみで右ハンドル、ストレートシフトレバーである。

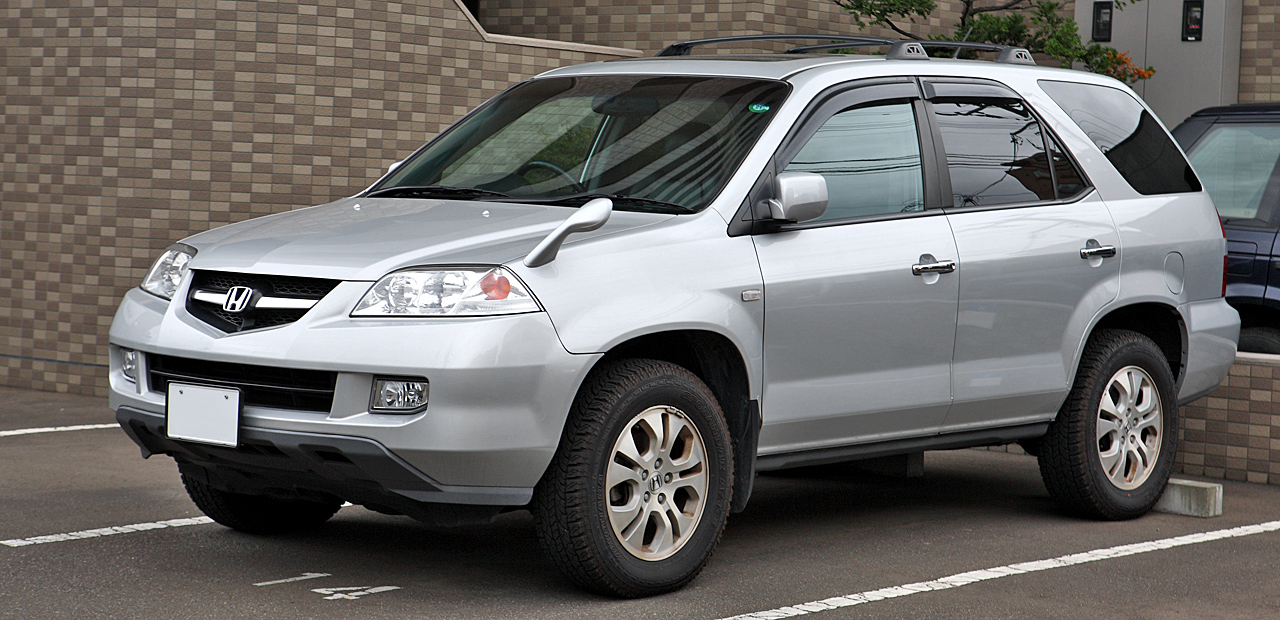
ホンダ・MDX（日本仕様）
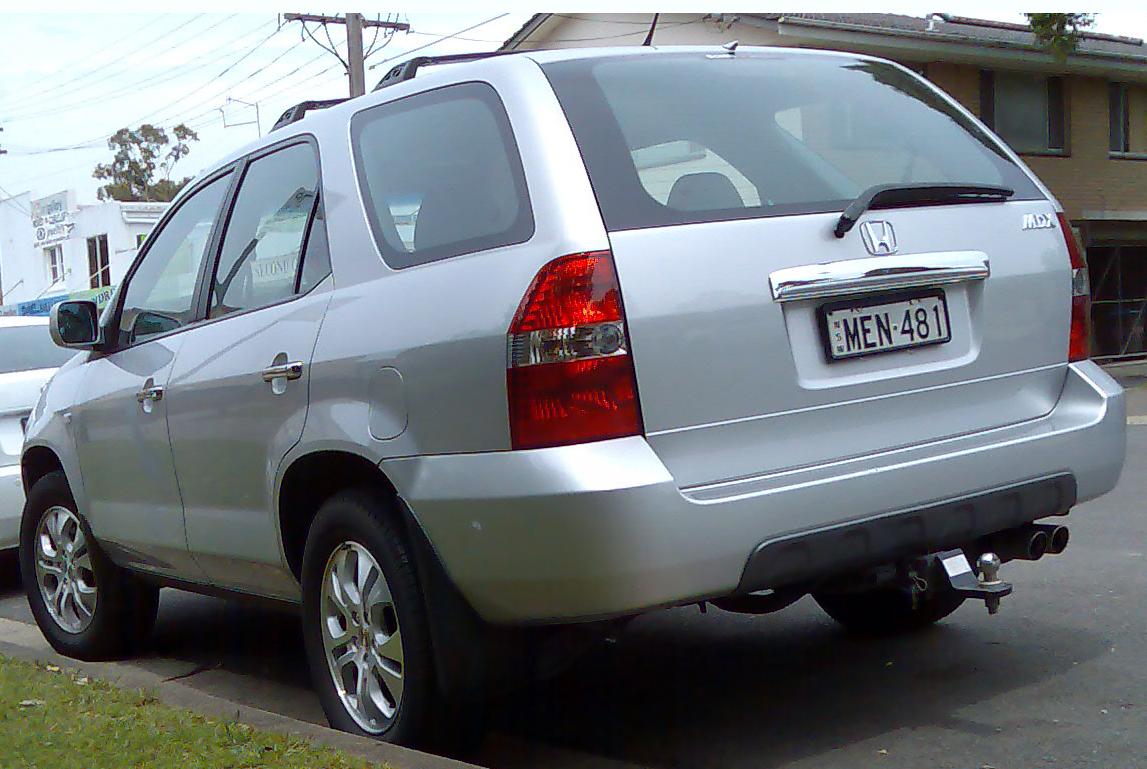
牽引装置(ヒッチメンバー)を取り付けた MDX
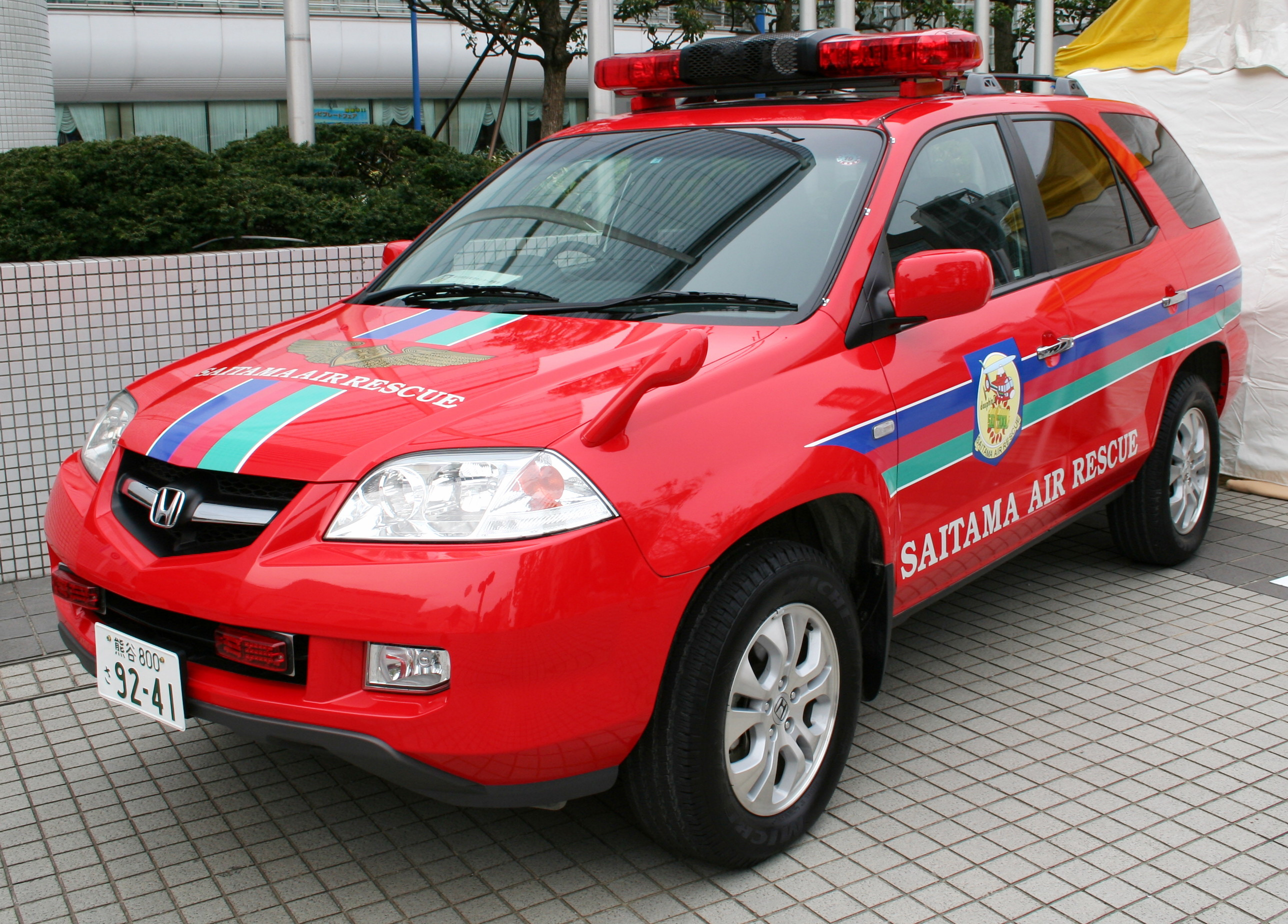
緊急車両仕様

## 2代目 YD2型（2006-2013年）
2006年4月、ニューヨーク・モーターショーにてデザインコンセプトモデル「MD-Xコンセプト」が出展され、9月に生産車が発表された。また、この代から日本での販売は行われていない。
先代に比べ、トレッド、ホイールベースを拡大した。ボディは衝撃吸収構造を持つACE（Advanced Compatibility Engineering）、コンパティビリティ対応ボディとなった。ニュルブルクリンクにて走行テストが繰り返し行われており、乗り心地やハンドリング特性などのチューニングに役立てている。
エンジンは、初採用となるJ37A型 3.7L V型6気筒 SOHC VTECで、シーケンシャルモード付きの5速ATが組み合わせられる。先代のエンジンに比べ排気量が拡大、シリンダライナーは鋳鉄からシリコンアルミニウム合金となったほか、インテークポートやバルブ形状変更により、圧縮比は10.1から11.0に高められ、バルブタイミングや吸排気系の改良によりSAEの新計測法で300hpを発揮する。その他マグネシウム合金のヘッドカバー、2ピースマグネシウムダイカストのデュアルステージ・インテークマニホールドなどにより、軽量化も達成している。
駆動方式も、VTM-4からレジェンドに初搭載されているSH-AWDに変更された。アキュラ・RDX同様、2段増速機構が廃止された軽量仕様で、従来のVTM-4に比べ7%の軽量化を果たしている。常時1.7%増速され、直進状態での前後輪の回転差は左右の多板クラッチによって吸収している。継続してわずかなスリップが起こるため、クラッチや摩擦材は高耐久な専用設計のものを使用している。RDXと同じくクルージング時には駆動力を最大90%前輪に配分するインテリジェント燃費モードを採用している。コーナリング時の前後配分は50:50と抑えられている。EPAの燃費評価は15/20mpgである。格納式の3列目シートを持ち、最大で7名が乗車できる。
「スポーツ」「テクノロジー」の2種類のパッケージオプションがあり、さらに「エンターテイメント」パッケージを追加できる。「エンターテイメント」は先代ではツーリングモデルでの独立したパッケージであったが、2代目は単独での選択はできない。
スポーツパッケージには、アクティブダンパーシステムが搭載される。路面状況に応じて電磁石によりダンパーに封入された磁性流体の粘性をコントロールし減衰力を動的に連続変化させるBWI Group製のMagneRideシステムを利用し、MDX用の設計とアキュラ独自のチューニングがされている。センターコンソール上のスイッチでスポーツ/コンフォートの切替が可能。スポーツパッケージはその他、5スポークアルミホイールやパンチングレザーシート、テクノロジーパッケージの装備が含まれる。
テクノロジーパッケージは、アキュラ/アルパイン製のXM NavTrafficによるリアルタイム交通情報を持つアキュラリンク対応のDVDサテライトナビゲーションシステムを搭載。410WのXM Satellite Radio付きアキュラ/ELS DTSサラウンド、リアビューカメラ機能も付属。
エンターテイメントパッケージにはフリップダウン9インチモニターや2つのワイヤレスドルビーデジタルヘッドフォン、2列目シートヒーター、センターコンソールのシルバートリム、パワーテールゲートなどが装備される。パワーテールゲートはキーからの遠隔操作、ゲートハンドル、運転席のドアのスイッチで開閉が可能。全車ヘッドライトのロービームにHIDランプが装備される。
カナダ仕様は1列目だけでなく2列目にもシートヒーターが標準装備となる。ヘッドライトウォッシャーも特徴の一つとなっている。パッケージ設定は「テクノロジー」と「エリート」の2つのみで、テクノロジーパッケージはアメリカ仕様と基本的に同等。エリートパッケージは、スポーツとエンターテイメントパッケージが合わさったものとなっている。ただし、アキュラリンクによるXM NavTrafficを利用したリアルタイム交通情報は利用できない。
製造は引き続きカナダのHCMで行われるが、他のホンダ車と独立した品質管理と検証プロセスを持つアキュラクオリティラインが設けられている（2007年モデルのMDXとRDXが初）。
2009年モデルではナビゲーションシステムのアップグレードが行われ、ボディカラーが2色追加された。
2010年モデルではフェイスリフトを受けた。エクステリアはフロント、リアデザインがアキュラの最新共通デザインに合わせて変更。ボンネットやテールパイプも変更された。18インチホイールはデザインが変更され軽量化もされた。エンジンは新型3.7L V6エンジンで、最高出力は変わらないがトルク特性が改良されている。シリンダーブロックの強化やコンロッドなどの高耐久化がされ、圧縮比は11.0から11.2になり、冷却性能も向上した。VTECは2ロッカーアームの新タイプになり、高速カム時のリフト量が拡大した。EGRシステム、スパークプラグ、吸気バルブスプリング、オイルパン、オイルポンプなどその他多くのパーツが改良されている。
トランスミッションは新型の6速ATでアキュラ初搭載となる。従来の5速ATと比較し1速から5速までが大幅にローレシオ化されており、加速性能が向上した。ロックアップ機構には多板クラッチを用いて広範囲でロックアップが作動するようになっており、ローレシオ化と合わせて燃費性能も向上している。シフト制御ではコーナリング中に機能するGシフトロジックコントロール加わった。コンソールのストレートゲートシフトと共にパドルシフトもあり、オートマチックモード2種類とマニュアルモードが選択できる。エンジンやトランスミッションの改良により、EPA燃費は16/21mpgに向上した。
シャシーではリアトレーリングアームのスティフナーを強化し、剛性、静寂性が向上された。
インテリアではステアリングホイールやスピードメーター、ボタン類も改良された。リアビューカメラが標準装備となり、自動減光ルームミラーも搭載される。
「テクノロジーパッケージ」ではナビゲーションが8インチVGA仕様にアップグレードされ、マルチビューリアカメラや音声認識機能が強化されている。ミラノレザーの使用域が増え、1列目、2列目シートはフルグレインのミラノレザーシートとなる。
「スポーツ」パッケージに代わり新設された「アドバンス」パッケージには、アルゴリズムが改良されたアクティブダンパーシステムや19インチホイールが装備される。インテリアはシートがパンチングミラノレザーとなる。後方死角の情報を表示するブラインドスポットインフォーメーションシステムやアダプティブクルーズコントロール（ACC）、追突軽減ブレーキ（CMBS）も用意される。「エンターテイメント」パッケージも引き続き用意され、リアエンターテイメントシステム（RES）は新しくなった。

### 評価、セールス
2007年2月、5月にカー・アンド・ドライバー誌で行われた同価格帯（5万ドル）の比較テストで1位を獲得している 。
アメリカでは、これまでアキュラでトップセラーであったTLを超える販売台数を記録した。

## 3代目 YD3/4型（2013-2020年）
2012年12月13日、2013年1月14日から27日まで行なわれる北米国際自動車ショーにて、「MDXプロトタイプ」が世界初公開されることが発表され、翌2013年3月のニューヨーク国際オートショーにて量産モデルが公開された後、2013年6月20日よりアメリカでの販売を開始した。
MDXでは初めてFFモデルをラインナップしており、2013年モデルよりベースグレードの販売価格が大幅に下がった。
新開発の「3-Bone」構造を持つプラットフォームを採用し、ニューレベルのラグジュアリーコンフォート、クラストップの燃費、トップレベルの安全性を重点として開発された。デザインは「Aero Sculpture」コンセプトとし、アキュラの現在のトレンドである空力を重視したデザインとなった。RLXに採用されたアキュラの新たなシグネチャーデザインとするジュエルアイ（Jewel Eye）LEDヘッドライトを標準装備する。
全高は先代より1.5in（38.1mm）低くしながら、同等の室内空間を確保している。ステップ高さや着座位置も下がり、より低重心となった。全長は2in（50.8mm）、ホイールベースは2.8in（71.1mm）長くなり、走行性能の向上や室内空間の拡大に役立てている。全幅は1.5in（38.1mm）、前面面積は2%小さくなり、空気抵抗が大幅低減している。オハイオR&Dセンターに新設された40%スケール風洞を初めて利用して開発された市販車となった。
搭載されるエンジンは、RLX同様に「EARTH DREAMS TECHNOLOGY」を採用した新型の3.5L 直噴 V6エンジンである。低燃費と加速性能の両立を図る。低速トルクは先代よりも8%向上、0－60mph加速も向上した。FFモデルでは4WDモデルよりエンジン搭載位置を下げ急加速時のトルクステアを軽減する。EPA燃費は4WDモデルが18/27/21 mpg （city/highway/combined）と先代より燃費が向上した。FFモデルでは 20/28/23 mpgとなっている。
ボディはサブフレーム、リアサスペンションなど大幅な軽量化を達成、ハイテン材の使用比率を高め、ステアリングハンガービームはマグネシウム合金を採用し先代のアルミニウム製より3.5kg軽量化した。フロンドドア周りにはホットスタンプ材を使用したリング状の一体スティフナーを初採用する。
サスペンションも前後とも一新され、フロントのストラットサスペンションはトリプルロードパス仕様のアッパーマウントを採用し、ロアコントロールアームは鍛造アルミニウム製。リアのマルチリンクサスペンションは先代に比べトレーリングアームがなくなり、軽量コンパクトとなり、ステップ高さを低くすることを可能とした。ダンパーは振幅リアクティブダンパーが標準となる。前後サブフレームはより軽量で強固となり、サスペンションマウントの剛性は先代より67%向上した。
先代同様ニュルブルクリンク北コースでの走りこみを行い、タイムは8秒短縮したとする。VSAの機能を生かし、通常のブレーキング時にもトルクベクタリングを行うAgile Handling AssistをRLXに次いで採用する。4WDモデルではSH-AWDと連携して制御される。
インテリアでは2列目シートの前後スライドや、ウォークイン機能を強化し、センターコンソールは収納スペースが大幅に広くなった。MDXや競合車種のオーナーへのリサーチの結果を反映し、新型ではロードノイズの低減などNVH性能向上に力が入れられた。
グレードはFFとAWDそれぞれに、ベースグレード、テクノロジーパッケージ、テクノロジーアンドエンターテイメントパッケージ、アドバンスアンドエンターテイメントパッケージの4種類を用意。テクノロジーパッケージではナビゲーションやELSプレミアムオーディオシステムなどを搭載、テクノロジーアンドエンターテイメントパッケージでは天井部の9インチディスプレイを持つリアエンターテイメントシステムが付く。アドバンスアンドエンターテイメントパッケージはさらに、追突被害軽減ブレーキ（CMBS）、レーンキープアシストシステム （LKAS）、アダプティブクルーズコントロール（ACC）などの先進安全装置を搭載し、専用インテリアや天井部のディスプレイは16.2インチのウルトラワイドタイプになる。
生産はカナダオンタリオ州のHCMからアメリカアラバマ州のHMAに移管された。

### 2016年モデル
2015年2月発売された2016年モデルでは、トランスミッションが6速ATからアキュラ・TLXに初搭載された9速ATに変更された。従来の6速ATよりも軽量で、変速時間が25%短くなった。4WDモデルではSH-AWDがTLX同様の電磁クラッチを使わない新型となった。
しかしながらEPA燃費ではFFモデルが19/27/22mpg、SH-AWDモデルが18/26/21mpgとなっており、2015年モデルより最大1mpg低くなっている。

### ハイブリッド
2017年4月より「MDXスポーツハイブリッド」が追加された。3.0L V6エンジンにモーターを内蔵した7速DCTが組み合わされ前輪を駆動し、後輪は2つのモーターを内蔵したツインモーターユニット（TMU）により駆動させる。これら3つのモーターには1.3kWhのリチウムイオン二次電池が接続されている（SPORT HYBRID SH-AWD）。

#### AcuraWatch
安全装備なども最新のものにアップグレードされており、低速追従機能（LSF）付きACC、CMBS、前方車接近警報（FCW）、車線逸脱警告（LDW）、LKAS、路外逸脱抑制機能（RDM）、ブラインドスポットインフォメーション (BSI）、ダイナミックガイドライン付きマルチビューリアカメラ、リアクロストラフィックモニターを「AcuraWatch」という名でパッケージ化し、ベースグレードからオプションで装備可能とした。AcuraWatchの一部のLKAS、LDW、FCWはテクノロジーパッケージで標準装備、AcuraWatchはアドバンスパッケージには標準装備される。

## 4代目 YD8/9/YE1型（2022年)
2021年モデルをスキップして、第4世代は2020年10月14日にプロトタイプとして公開された。2021年1月12日に2022年モデルの量産が開始、同年2月2日に発売。同年12月23日にはタイプSが追加された。アキュラは、2020年6月にRLXが廃止された後、MDXがフラッグシップモデルであると主張している。
エクステリアには、標準のパノラマサンルーフ、19インチまたは20インチの合金リム、2019 RDXと同様のテールゲート、現在のTLXと同様のヘッドライトとテールライト、異なるスタイルのグリルエンブレム、9つのエクステリアカラーと7つのインテリアカラーが用意される。Type-Sにはタイガーアイと呼ばれる黄色も用意されている。
内装は、第3世代と比較して、足元スペースとヘッドルームが拡大した。12.3インチのインフォテインメントシステムとアキュラ初となる12インチデジタルフルTFTインストルメントクラスター、タッチパッド、3メモリーポジションを備えた16ウェイパワーフロントシート、取り外し可能な2列目中央席、カーペットと樹脂フロアを備えた取り外し可能な両面トランクフロアを装備する。その他、4つのルーフマウントスピーカーを含む16スピーカーを備えたオプションのオーディオシステムと、ハンズフリーアクセスパワーテールゲートを開閉するためのフットセンサーも備えている。キーは、不規則なポリゴンのような形状に再設計された。
当初のグレード構成は標準車（ベース）、テクノロジーパッケージ、A-Specおよびアドバンスパッケージの4種。
パワートレインは改良され、既存の3.5L V6に10速ATが組み合わされる。AWDはベースとテクノロジーパッケージではオプション、A-Specとアドバンスパッケージでは標準装備となる。さらにタイプSには3.0L V6ターボと4ピストンブレンボキャリパーを備えたフロントブレーキが装備され、AWDが標準となる。
フロントには鍛造アルミニウム製ロアコントロールアーム、ダンパーフォーク、ステアリングナックルを備えたダブルウィッシュボーンサスペンションが、より剛性の高い鋳造アルミニウムショックタワー、より大きなフロントブレーキローター、幅の広い合金ホイールとともに搭載されている。樹脂製のホイールウェルライナーはファブリックに置き換えられ、両方のバッテリー端子に簡単にアクセスできるよう再配置されたエアインテークが配置されている。高張力鋼（HSS）、ホットスタンプ鋼、アルミニウムは車体重量の69.7%を占めている。リアボディはより剛性が高く、サスペンションのロードパスがCピラーとDピラーに入り、牽引機能を可能にする。牽引能力は標準で3,500ポンド（1,600kg）、AWD車にオプションとして設定されるトランスミッションクーラーを追加すると5,000ポンド（2,300kg）に増強可能である。

## 日本における販売
当初は2008年秋頃、日本にアキュラ店が発足する際に、2代目が投入予定となっていた。しかし日本国内での自動車新車販売台数の長期低迷により同店発足が2010年以降に延期され、それに合わせて販売も延期されたとされている。その後の世界的な金融不安によりアキュラブランドの日本導入計画そのものが白紙撤回となったため、今後の動向は不透明となった。
2023年1月5日、奈良県、滋賀県、京都府でホンダ車を販売するホンダネット京奈が並行輸入の形で日本で新型「MDX」を販売する。

## 車名の由来
- 「Multi-Dimension-X」の略で、多目的要素を高次元に進化させた未知への可能性を持つSUVを意味している。